# Carex cirrhosa
Carex cirrhosa är en halvgräsart som beskrevs av Sven Berggren. Carex cirrhosa ingår i släktet starrar, och familjen halvgräs. Inga underarter finns listade i Catalogue of Life.